# 金山町立金山小学校 (山形県)
金山町立金山小学校（かねやまちょうりつ かねやましょうがっこう）は山形県最上郡金山町にある公立小学校。

## 概要
- 金山町中心部に位置する。
- 2022年（令和4年）4月1日より、金山町立有屋小学校、金山町立明安小学校の編入により町内唯一の小学校となる。
- 2024年（令和６年）創立150周年を迎えた。
- 略称は「金小（かねしょう）」

## 学校教育目標
- 自他を認め、進んで学び、共に助け合いながらチャレンジする子どもの育成 [1]。

## 沿革
- 1874年（明治7年）3月 - 宝円寺を借りて金山学校開設
- 1884年（明治17年） - 金山尋常小学校と改称
- 1891年（明治24年）10月 - 校舎完成
- 1893年（明治26年）4月 - 金山村立尋常高等小学校と改称
- 1903年（明治36年）11月 - 校舎改築
- 1907年（明治40年）
  - 3月1日 - 校舎焼失
  - 7月16日 - 復旧校舎落成
- 1908年（明治41年）11月7日 - 有屋・朴山・谷口・上台の各校を金山小学校の分校へ
- 1934年（昭和9年）11月3日 - 新校舎竣工
- 1941年（昭和16年）4月1日 - 金山国民学校と改称
- 1947年（昭和22年）
  - 4月1日 - 金山町金山小学校と改称
  - 12月1日 - 復旧校舎落成
- 1954年（昭和29年） - 創立80周年記念、校章・校歌制定
- 1955年（昭和30年）- 上台分校を三枝分校と校名改称
- 1971年（昭和46年）3月 - 三枝分校廃校
- 1974年（昭和49年）11月 - 創立100周年記念式典
- 1978年（昭和53年）6月8日 - 校舎竣工、プール新設
- 1979年（昭和54年）2月 - 体育館完成
- 1994年（平成6年）10月30日 - 創立120周年記念式典
- 1996年（平成8年）3月31日 - 谷口分校、漆野分校閉校
- 2001年（平成13年）3月31日 - 朴山分校、田茂沢分校閉校
- 2012年（平成24年） - 大規模改修工事
- 2014年（平成26年）4月1日 -  金山町立中田小学校編入
- 2022年（令和4年）4月1日 - 金山町立有屋小学校、金山町立明安小学校編入
- 2024年（令和6年）6月19日 - 創立150周年記念式典

## 学区
- 金山町全域

## 交通アクセス
- JR東日本（山形新幹線、奥羽本線）新庄駅より国道13号線を車で25分
- 山交バス（新庄〜金山線）金山町役場前バス停より徒歩2分

## 卒業後
- 金山町立金山中学校へ進学する。